# Hanni & Nanni – Mehr als beste Freunde
Hanni & Nanni – Mehr als Beste Freunde ist eine 2016 unter der Regie von Isabell Šuba entstandene deutsche Komödie. Als Vorlage diente Enid Blytons bekannte Kinderbuchreihe Hanni und Nanni. Es ist nach Hanni & Nanni, Hanni & Nanni 2 und Hanni & Nanni 3 die vierte Verfilmung dieses Stoffes, der allerdings die beiden Hauptrollen mit zwei neuen Zwillingen besetzte.

## Handlung
Die in Berlin lebenden Zwillinge Hanni und Nanni sollen den Rest des Schuljahres auf dem Land im Internat „Lindenhof“ verbringen. In der Ehe ihrer Eltern kriselt es. Mutter Susanne ist beruflich unterwegs und möchte nicht, dass Chaos entsteht, wenn während dieser Zeit Vater Charlie auf die Schwestern aufpasst.
Um nicht lange in dem Internat bleiben zu müssen, wollen die Zwillinge der Schulleiterin möglichst viele Streiche spielen. Dann findet Nanni jedoch neue Freundinnen im Reiterclub, während Hanni weiterhin vom Internat fliegen möchte. Es bahnt sich aufgrund ihrer unterschiedlichen Interessen ein Streit zwischen den beiden an. Doch als der Verkauf des Internats droht, halten Hanni und Nanni wieder zusammen, um das Internat zu retten.

## Hintergrund
Der Film wurde in Berlin, Brandenburg und Sachsen-Anhalt gedreht und von der Mitteldeutschen Medienförderung (MDM), der FFA Filmförderungsanstalt, dem Medienboard Berlin-Brandenburg (MBB) und dem Deutschen Filmförderfonds (DFFF) gefördert. Die Außenkulisse des Internats Lindenhof ist in Wirklichkeit das Schloss in Burgscheidungen. Der Kinostart erfolgte am 25. Mai 2017. DVD und Blu-ray zum Film erschienen am 26. Oktober 2017. Der Soundtrack mit Musik von Johannes Repka und Alex Komlew wurde unter anderem von den Hauptdarstellerinnen, den Zwillingen Laila und Rosa Meinecke eingesungen.

## Auszeichnungen
Die Deutsche Film- und Medienbewertung FBW in Wiesbaden verlieh dem Film das Prädikat „besonders wertvoll“. Die FBW-Jugend-Filmjury gab dem Film vier von fünf Sternen.